# Oleg Șișchin
Oleg Șișchin, né le 7 janvier 1975 à Chișinău en Moldavie, est un footballeur moldave, devenu entraîneur à l'issue de sa carrière, qui évoluait au poste de milieu défensif. 
Il compte 38 sélections et 1 but en équipe nationale entre 1996 et 2006.

## Biographie

### Carrière de joueur
Au cours de sa carrière, il remporte un championnat de Moldavie et une coupe de Moldavie.
Il dispute 7 matchs en Ligue des champions, pour un but inscrit, 2 matchs en Coupe des coupes et 10 matchs en Ligue Europa.

### Carrière internationale
Oleg Șișchin compte 38 sélections et 1 but avec l'équipe de Moldavie entre 1996 et 2006. 
Il est convoqué pour la première fois par le sélectionneur national Ion Caras pour un match amical contre l'Ukraine le 9 avril 1996 (2-2). Par la suite, le 4 juin 1999, il inscrit son seul but en sélection contre l'Allemagne, lors d'un match des éliminatoires de l'Euro 2000 (défaite 6-1). Il reçoit sa dernière sélection le 16 août 2006 contre la Lituanie (victoire 3-2).

## Palmarès
- Avec le Constructorul Chișinău :
  - Champion de Moldavie en 1997
  - Vainqueur de la Coupe de Moldavie en 1996